# Dennis Haueisen
Dennis Haueisen (* 13. September 1978 in Gera) ist ein ehemaliger deutscher Radrennfahrer.

## Karriere

### 2001–2005
Dennis Haueisen begann seine Karriere 2001 beim damals neugegründeten deutschen GS3-Team Wiesenhof. Zur Saison 2002 wechselte der Geraer dann zu LTA-Quattro Logistics, einer weiteren einheimischen GS3-Mannschaft, und konnte mit Rang vier bei der Poreč Trophy in Kroatien erstmals international auf sich aufmerksam machen. 2003 startete Haueisen für das Team Rose Versand-Merlin Logistic (GS3), er war bei einigen Rennen des nationalen deutschen Kalenders erfolgreich. 
Im Jahr 2004 kam er zum Radshop Haueisen GS III-Team. Diese Mannschaft wurde von seinem Vater Lutz Haueisen, einem ehemaligen Radrennfahrer, gesponsert und von seiner Mutter Sylvia geleitet. Dort konnte er in der ersten Saison neben einigen Erfolgen bei nationalen deutschen Rennen – wie zum Beispiel einem zweiten Platz bei Rund um Sebnitz – den ersten und einzigen Profisieg seiner Laufbahn einfahren, als er die Noord-Nederland Tour für sich entschied. Zudem wurde er noch Zweiter des Omloop van het Houtland. Auch 2005 eroberte Haueisen für den Familien-Rennstall Siege bei deutschen Amateurrennen und belegte Platz drei beim belgischen Eintagesrennen Schaal Sels sowie weitere Top-Ten-Platzierungen bei internationalen Wettbewerben wie der Hel van het Mergelland, dem Circuit de Lorraine oder der Bayern-Rundfahrt.

### 2006–2008
Diese Erfolge brachten Haueisen einen Kontrakt beim 2006 neugeschaffenen ProTour-Team Milram ein, wo er bis 2008 vor allem als Helfer zum Einsatz kam. Eigene Resultate fuhr er lediglich 2006 ein, als er eine Etappe sowie die Gesamtwertung der International Cycling Classic für Amateure in den USA gewann und bei Tagesabschnitten der Tour Down Under und der Friedensfahrt unter den besten Zehn landete. Bei einer Grand Tour wurde er von Milram dagegen nie eingesetzt. Ende der Saison 2008 beendete Haueisen im Alter von dreißig Jahren bei Ablauf seines Vertrages seine Karriere.

## Erfolge
2004
- Noord-Nederland Tour

## Teams
- 2001 Team Wiesenhof
- 2002 Team LTA-Quattro Logistics
- 2003 Team Rose Versand-Merlin Logistic
- 2004 Radshop Haueisen (RSH)
- 2005 Radshop Haueisen (RSH)
- 2006 Team Milram
- 2007 Team Milram
- 2008 Team Milram